# 幻想と怪奇
『幻想と怪奇 ROMAN FANTASTIQUE』（げんそうとかいき）は、歳月社から刊行された日本の怪奇小説・幻想文学の専門誌（創刊号のみ三崎書房）。1973年4月から1974年10月まで12号が出版された（創刊号から6号までは隔月刊、7号以降は月刊）。紀田順一郎と荒俣宏が実質的な編集者を務めていた。担当編集者は早川佳克（十一号まで）。

## 掲載作品一覧
※「6号」の表記のみアラビア数字である。

### 創刊号
魔女特集　4月号（1973年4月）
魔女の樹 （M・R・ジェイムズ 、訳・紀田順一郎）
裏庭 （ジョゼフ・P・ブレナン、訳・岡田三美雄）
ジプシー・チーズの呪い （A・E・コッパード、訳・鏡明）
白い人 （アーサー・マッケン、訳・饗庭善積（紀田の別筆名））
顔 （E・F・ベンスン、訳・鈴木栄吉）
女王の涙を求めて （ロード・ダンセイニ、訳・中原儀介）
妖犬 （H・P・ラブクラフト、訳・団精二）
鼠の埋葬 （ブラム・ストーカー、訳・桂千穂）
リーシュリップ城 （C・R・マチュリン、訳・安田均）
焔の丘 （アルジャナン・ブラックウッド 、訳・竹下昭）
だれかがエレベーターに （C・R・ハートリー、訳・伊丹皓一）
蒲団 （橘外男）
人でなしの世界 （紀田順一郎）
悪魔の恋 （ジャーク・カゾット、共訳・渡辺一男／平岡昇）
魔女文学案内（小宮卓）
エッセイ
魔草マンドラゴラ （種村季弘）
さよなら、ドラキュラ伯 （権田萬治）
連載
Fantasic Gallery：リヒアルト・ミューラーの世界 （解説・麻原雄）
ホラー・スクリーン散歩1：ドラキュラ血のしたたり （瀬戸川猛資）
世界幻想文学作家名鑑1 [A～B]（編・荒俣宏）
コラム
地下なる我々の神々 （秋山協介）
幻想文学レビュー
海外：「ジ・オカルト」（石村一男）
日本：「ブラックウッド傑作集」（山下武）
表紙デザイン：堀内誠一

### 二号
吸血鬼特集　7月号（1973年7月）
魅入られた家族 （アレクセイ・トルストイ、訳・島本葵）
白い巫女 （C・A・スミス、訳・米田守宏）
闇なる支配 （H・R・ウェイクフィールド、訳・矢沢真）
吸血鬼観念の普遍性 （紀田順一郎）
マダレーナ （H・ウォルポール、訳・安田均）
月蔭から聞こえる音楽 （J・B・キャベル、訳・山田修）
コンラッドと竜 （L・P・ハートリィ、訳・八十島薫）
運命 （W・デ・ラ・メア、訳・紀田順一郎）
街はずれの家 （W・H・ホジスン、訳・鏡明）
我が怪奇小説を語る （H・P・ラヴクラフト、訳・団精二）
地に呪われたもの＝生きながらの埋葬者ポオ （竹中芳） 　
悪魔の恋　第二回 （ジャーク・カゾット、訳・渡辺一夫／平岡昇）
連載
Fantasic Gallery：挿絵画家アーサー＝ラッカム （解説・麻原雄）
ホラー・スクリーン散歩2：激突! （瀬戸川猛資）
世界幻想文学作家名鑑2 [C～D]（編・荒俣宏）
エッセイ
怪奇幻想小説の擁護 （権田萬治） 　
怪奇SF問答 （石川喬司）
コラム
地下なる我々の神々 （秋山協介）
幻想文学レビュー
「ベスト・ファンタジー・ストーリィズ」(石村一男）
「ゴースト・ストーリー」（山下武）
表紙構成・作品：原田治

### 三号
黒魔術特集　9月号（1973年9月）
霊魂の物語 （マダム・ブラヴァツキー、訳・小田佐基）
魔術師 （エリファス・レヴィ、訳・饗庭善積）
降霊術の実験 （アレイスター・クロウリー、訳・岡田三美雄）
現代魔術の思想と行動 （紀田順一郎）
黒弥撤の丘 （R・エリス・ロバーツ、訳・桂千穂）
レオンハルト師 （グスタフ・マイリンク、訳・種村季弘）
ラントの妻 （H・ウォルポール、訳・八十島薫）
黄金の鍵 （ジョージ・マクドナルド、訳・鏡明）
異端的神秘主義序説 （山下武）
銀の鍵の門を超えて （H・P・ラヴクラフト、訳・団精二）
スマラ　または夜の悪魔たち （シャルル・ノディエ、訳・秋山和夫）
メルヘンの世界　前篇：猫の足　ジンジムの噺 （ジャーク・カゾット、訳・荒井やよ）
連載
Fantasic Gallery：回帰する闇の画家＝ハリー・クラーク （解説・麻原雄）
ホラー・スクリーン散歩3：吸血鬼ドラキュラ （石上三登志）
世界幻想文学作家名鑑3 [D]（編・荒俣宏）
エッセイ   
火星から来た少年 （草森紳一）
恐怖小説の古さと新しさ （権田萬治）
コラム
地下なる我々の神々3 （秋山協介）
幻想文学レビュー
「吸血鬼ヴァーニ」（石村一男）
「エクソシスト」（狩々博士）
新刊資料室（大滝啓裕）
表紙構成・作品：原田治

### 四号
ラヴクラフト=CTHULHU神話特集　11月号（1973年11月）
クトゥルー神話の神々 （L・カーター、訳・大瀧啓裕）
宇宙よりの影 （ラヴクラフト＆ダーレス、訳・島本葵）
石の民 （H・ヒールド、訳・綾瀬雅之）
ウボ＝サトゥラ （C・A・スミス、訳・広田耕三）
ラヴクラフトと彼の昏い友愛団 （荒俣宏）
首 （K・H・シュトローブル、訳・村山浩）
モフレーヌの魔宴 （M・シュオッブ、訳・伴俊作）
カタリーナ （ヴィリエ・ド・リラダン、訳・秋山和夫）
道具 （W・F・ハーヴィ、訳・八十島薫）
呪われた部屋 （A・ラドクリフ、訳・安田均）
骨牌の城 （岡田夏彦）
ウィットミンスター寺院の僧房 （M・R・ジェイムズ、訳・紀田順一郎）
まぼろしの国 （W・モリス、訳・小宮山康弘）
メルヘンの世界　後篇：猫の足　ジンジムの噺 （ジャーク・カゾット、訳・荒井やよ）
連載
Fantasic Gallery：アルフレート・クービン　薄明の世界 （解説・麻原雄）
ホラー・スクリーン散歩4：ロン・チャニィ・ジュニアの時代 （石上三登志）
世界幻想文学作家名鑑4 [D～E]（編・荒俣宏）
エッセイ   
長編怪奇小説 （都筑道夫）
早過ぎた埋葬防止会 （横瀬衛彦）
コラム
地下なる我々の神々4 （秋山協介）
幻想文学レビュー
「『ウィアード・テールズ』誌復活」（石村一男）
「アーサー・マッケン作品集成」（紀田順一郎）
「M・R・ジェイムズ全集」（瀬戸川猛資）
「蜘蛛・ミイラの花嫁他」（鏡明）
幻想文学レビュー・短評（藤沢純）
表紙構成・作品：原田治

### 五号
特集／メルヘン的宇宙の幻想　1月号 （1974年1月）
ニグルの木の葉 （J・R・R・トールキン、訳・重光真友子）
ドイツ・ロマン派の「童話」（戸川純一）
ミルテの精のメルヘン （C・ブレンターノ、訳・條崎良子）
現代フェアリー・テールズの系譜 （蜂谷昭雄）
ルーネンベルク （L・ティーク、訳・福井信雄）
童話における旅 （井村君江）
棺たち （ゲオルク・ハイム、訳・深田甫）
狂人 （ゲオルク・ハイム、訳・深田甫）
暗殺計画 （アルバート・エーレンシュタイン、訳・深田甫）
或る子どもの英雄的行為 （ミュノーナ、訳・深田甫）
奇蹟の卵 （ミュノーナ、訳・深田甫）
カリフ・ハケムの物語 （J・ド・ネルヴァル、訳・前田祝一）
カバラの巨匠ボルヘスを語る （狩々博士）
かぐや變生 （山口年子）
降霊術師（カバリスト）ハンス・ヴァイラント （E・シャトリアン、訳・秋山和夫）
ヴァテック （W・ベックフォード、訳・中村浩巳）
連載
Fantasic Gallery：囚われし人　ピラネージ （解説・麻原雄）
ホラー・スクリーン散歩5：怪物団 （石上三登志）
世界幻想文学作家名鑑5 [F]（編・荒俣宏）
エッセイ
イギリスの“オカルト”書など （矢野浩三郎）
恐怖小説の不気味さ （権田萬治）
吸血鬼考 － エロディアードの一族 （佐々木滋子）
幻想文学レビュー
アリスの横顔（石村一男）
現代アメリカ幻想小説（山下武）
コラム
地下なる我々の神々5 （秋山協介）
新刊資料室（大滝啓裕）
表紙構成：杉本潤二、絵：W・ブレイク

### 6号
幻妖コスモロジー　日本作家総特集　参月号 （1974年3月）
日本の怪奇画家   
1：大鮮芳年 （解説・Q）
2：竹中栄太郎 （解説・八木昇）
日本怪奇文学の系譜 （大内茂男）
夜窓鬼談 （石川鴻斎、訳・琴吹夢外）
鬼神を論ず 上 （石川鴻斎、訳・琴吹夢外）
鬼神を論ず 下 （石川鴻斎、訳・琴吹夢外）
牡丹燈 （石川鴻斎、訳・琴吹夢外）
冥府 （石川鴻斎、訳・琴吹夢外）
悪魔の舌 （村山槐多）
哀れな者 （松永延造）
悪業地獄 （平山蘆江）
妖術者の群 （藤沢衛彦）
夢 （三橋一夫）
妖蝶記 （香山滋）
仕舞扇 （森銑三）
エイプリルフール （平井呈一）
虚在の城 - 久生十蘭の怯えと情熱（草森紳一）
日本怪奇劇の展開 - 闇の秩序を求めて（落合清彦）
薔薇の獄　もしくは鳥の匂いのする少年 （中井英夫）
箪笥 （半村良）
かもめ （立原えりか）
壁の影 （都筑道夫）
鬼火の館 （桂千穂）
幽霊たちは＜実在＞を夢見る （山下武）
表紙デザイン：寺沢彰二、絵：大蘇芳年

### 七号
特集・夢象の世界　5月号 （1974年5月）
廃墟の記憶 （H・P・ラヴクラフト、訳・紀田順一郎）
夢 （メアリ・W・シェリー、訳・八十島薫）
天堂より神の不在を告げる死せるキリストの言葉 （ジャン・パウル、訳・福井信雄）
幻想文学と夢 （川又千秋）
現代の幻覚芸術 （諏訪優）
三位一体亭 （オスカル・パニッツァー、訳・種村季弘）
プープジク （ベルナー・ベルゲングリューン、訳・高橋令二）
山椒魚 （ユリオ・コルタサル、訳・木村栄一）
ヴァテック（連載第2回） （W・ベックフォード、訳・中村浩巳）
連載
世界幻想文学作家名鑑6 [G]（編・荒俣宏）
コラム
地下なる我々の神々6 （秋山協介）
新刊資料室（大滝啓裕）
表紙デザイン：寺沢彰二、絵：杉本典己

### 八号
中編小説特集・オカルト文学の展開　6月号 （1974年6月）
不気味な客 （E・T・A・ホフマン、訳・深田甫）
誕生 （山口年子）
少女のための吸血鬼百科　ちのみごぞうし （岸田理生）
ヴァテック（連載第3回） （W・ベックフォード、訳・中村浩巳）
連載
中華の夢の森へ（連載第一回） 胡蝶の夢 （草森紳一）
世界幻想文学作家名鑑7 [H]（編・荒俣宏）
コラム
二笑亭または幻影の城 （紀田順一郎）
地下なる我々の神々7 （田村秀秋）
新刊資料室（大滝啓裕）
表紙デザイン：寺沢彰二、絵：杉本典己

### 九号
特集 = 暗黒の聖域　7月号 （1974年7月）
ザノニ （エドワード・バルワー・リットン、訳・中村能三）
錬金術の薔薇 （W・B・イェイツ、訳・隅田たけ子）
秘儀聖典 （ダイアン・フォーチュン、訳・各務三郎）
魔女祭式 （ジェラルド・ガードナー、訳・小林宏明）
街 （G・K・チェスタートン、訳・団精二）
ヴァテック（最終回） （W・ベックフォード、訳・中村浩巳）
連載
中華の夢の森へ（連載第2回）　胡蝶の夢　（草森紳一、画・井上洋介）
世界幻想文学作家名鑑8 [H・I・J]（編・森田暁）
コラム
三人の“オカルト女性” （紀田順一郎）
地下なる我々の神々8 （田村英秋）
オカルト文献目録（共編・鏡明、荒俣宏）
旧刊資料室（山下武）
新刊資料室（大滝啓裕）
表紙デザイン：寺沢彰二、絵：杉本典己

### 十号
現代幻想小説特集　8月号 （1974年8月）
子どもたちの迷路 （エリザベート・ランゲッサー、訳・條崎良子）
闇の国の子供 （マーヴィン・ピーク、訳・安田均）
死の舞踏 （ピーター・S・ビーグル、訳・鏡明）
閉ざされた庭 －または児童文学とアダルト・ファンタシィのあいだ－ （荒俣宏）
嘘を書くこと －現代幻想小説への逆算－ （川又千秋）
連載
中華の夢の森へ（連載第3回）　胡蝶の夢　占夢（始皇帝／海神と戦う） （草森紳一）
エジプトのイザベラ（連載第1回）－皇帝カール・五世・若き日の恋－ （ルードヴィヒ・アヒム・フォン・アルニム、訳・深田甫）
世界幻想文学作家名鑑9 [A～H増補、読者からの照会・質疑]（編・森田暁）
旧刊資料室（山下武）
新刊資料室（大滝啓裕）
表紙デザイン：寺沢彰二、絵：杉本典己

### 十一号
特集：幽霊屋敷　9月号 （1974年9月）
別棟 （アルジャナン・ブラックウッド、訳・隅田たけ子）
ブレスマンズ館 （L・A・G・ストロング、訳・八十島薫）
赤い館 （H・R・ウェイクフィールド、訳・小宮山康弘）
地下室の中 （デビッド・H・ケラー、訳・伊藤典夫）
級友 （ロバート・エイクマン、訳・大瀧啓裕）
幽霊文学案内 （小宮卓）
連載
中華の夢の森へ（連載第4回）　胡蝶の夢　占夢（晋の景公／幽鬼に襲わる） （草森紳一）
エジプトのイザベラ（連載第2回） （ルードヴィヒ・アヒム・フォン・アルニム、訳・深田甫）
世界幻想文学作家名鑑10 [K]（編・森田暁）
旧刊資料室（山下武）
新刊資料室（大滝啓裕）
表紙デザイン：寺沢彰二、絵：F・ケリー

### 十二号
特集：ウィアード・テイルズ＜パルプ・マガジン＞　10月号 （1974年10月）
呪いの系譜 （C・ホール・トンプソン、訳・八十島薫）
昼下がりの死 （レイ・ブラッドベリ、訳・伊藤典夫）
お茶の葉 （ヘンリー・S・ホワイトヘッド、訳・高田幸子）
恐怖の庭 （ロバート・E・ハワード、訳・宮脇正三）
神々の黄昏 （エドモンド・ハミルトン、訳・田沢幸男）
時間の倒錯 － 日本のパルプ・マガジン （紀田順一郎）
アート & センス・オブ・パルプ （編：野田昌宏、文：岡田英明）
連載
エジプトのイザベラ（連載第3回） （ルードヴィヒ・アヒム・フォン・アルニム、訳・深田甫）
ごあいさつ＜休刊の辞＞
表紙デザイン：寺沢彰二

## 関連書籍
- 『幻想と怪奇 傑作選』新紀元社、2019年10月。ISBN 978-4775317600

紀田順一郎・荒俣宏監修で、『幻想と怪奇』より厳選し復刻、ほか書き下ろしエッセイ、前身と言うべき同人誌『THE HORROR』（恐怖文学セミナー、監修平井呈一、同人紀田順一郎、大伴昌司ほか）全4号は全収録。
- 『幻想と怪奇』牧原勝志企画・編（紀田・荒俣も協力）、新紀元社

2020年3月に創刊した季刊誌（別冊も発行）
- 『新編 怪奇幻想の文学』全6巻、新紀元社、2022年7月 - 2025年2月。牧原勝志編（紀田・荒俣監修）

「1 怪物」「2 吸血鬼」「3 恐怖」「4 黒魔術」「5 幻影」「6 奇蹟」。古典的名作を新訳